# Friedrich Carstanjen
Arnold Friedrich William Carstanjen (* 23. April 1864 in Duisburg; † 30. Dezember 1925 in Bremen)  war ein deutscher Kunsthistoriker und Schüler des empiriokritizistischen Philosophen Richard Avenarius.

## Leben
Friedrich Carstanjen studierte in München und wurde dort 1886 Mitglied des Corps Vitruvia. Er wurde 1893 bei Johann Rudolf Rahn an der Universität Zürich mit der Dissertation Ulrich von Ensingen. Ein Beitrag zur Geschichte der Gothik in Deutschland zum Dr. phil. promoviert und habilitierte sich 1896 an der Universität Zürich mit der Schrift Entwicklungsfaktoren der niederländischen Frührenaissance. Hier war er vom Sommersemester 1896 bis zum Wintersemester 1898/99 als Privatdozent tätig. 
Carstanjen lehrte die Wiederherstellung des natürlichen Weltbegriffs und war zur Wende des 20. Jahrhunderts ein bekannter Vertreter des Empiriokritizismus, einer frühen, von Avenarius geprägten Spielart des Positivismus. Zeitweise oblag Carstanjen die Schriftleitung der von Avenarius gegründeten Vierteljahrsschrift für wissenschaftliche Philosophie, in der er u. a. eine theoretische Kontroverse mit Wilhelm Wundt über den Realismus führte. Dieser in Erwiderung auf Wundt entwickelte erkenntnistheoretische Standpunkt Carstanjens wurde u. a. von Lenin scharf kritisiert.
In seinem Einführungswerk Die biomechanische Grundlegung der neuen allgemeinen Erkenntnistheorie durch Richard Avenarius (1894) versuchte er, eine Ästhetik nach empiriokritizistischem Prinzip darzulegen. Carstanjen arbeitete darin seine biologistische Sichtweise aus, dass eine nach naturwissenschaftlichen Prinzipien aufgebaute Ästhetik nicht nach dem 'Schönen' zu fragen habe, sondern nur nach den biologischen Gesetzen ästhetischen Verhaltens. 
Carstanjen sah in der Kritik der Reinen Erfahrung einen Ausgangspunkt für seine neue ästhetische Betrachtungsweise (von ihm 'ästhetischer Funktionalismus' genannt), die den Fehler einer einseitig normativen Betrachtung des ästhetischen Objekts zu vermeiden und stattdessen den funktionalen Zusammenhang vom Objekt und dem daran beteiligten Individuum zu beschreiben suchte.
Der österreichische Philosoph Oskar Ewald verriss diese Abhandlung Carstanjens jedoch als „verdünnten Aufguß“ des ersten Bandes der Kritik der Reinen Erfahrung von Avenarius.
Zu Carstanjens wissenschaftlichen Veröffentlichungen gehören neben seinen vielen Beiträgen in der Vierteljahrsschrift für wissenschaftliche Philosophie auch Artikel in Mind und Der Kunstwart.